# Triaspis striatula
Triaspis striatula är en stekelart som först beskrevs av Christian Gottfried Daniel Nees von Esenbeck 1816.  Triaspis striatula ingår i släktet Triaspis och familjen bracksteklar. Enligt den finländska rödlistan är arten otillräckligt studerad i Finland. Inga underarter finns listade i Catalogue of Life.